# Heart Station
Heart Station ist das fünfte japanische Studioalbum von Hikaru Utada und wurde am 19. März 2008 veröffentlicht.

## Entstehung
Mit dem Titel Heart Station fuhr Utada mit der Tradition fort, ihre Studioalben nach einem darauf zu findenden Titel zu benennen. Dies war das erste Album, das seinen Namen aus einer zuvor erschienenen Single bezog und nicht aus erst nachträglich erschienenen Singles wie bei den Alben First Love, Distance, Exodus oder aus Stücken, die nie als Single erschienen sind wie bei den Alben Ultra Blue mit dem Titel Blue oder dem Album Deep River. Utada gab in ihrem öffentlichen Blog an, dass sie neben ihrem japanischen Studio-Album gleichzeitig an ihrem nächsten englischen Studioalbum seit dem 23. Oktober 2007 arbeitet. Nach ihren Angaben vom 16. Januar 2008 werden zwei Stücke auf dem Album Streicherelemente beinhalten. Später stellte sich heraus, dass diese Flavor of Life -Ballad Version- und Prisoner of Love sein sollten. Am 1. Februar 2008 wurde der letzte Song unter dem Decknamen Desperation aufgenommen. Die Arbeiten am Album waren am 6. Februar in den SterlingSound Studios New York abgeschlossen. Auf Utadas offizieller Webseite wurde verkündet, dass zu den angekündigten zwölf Liedern als Bonustitel noch die normale Version von Flavor of Life hinzugefügt wurde. Somit ist es Utadas drittes Album mit einem Bonustitel. Bei allen Vorbestellungen des Albums wurde ein B2 Poster von Utada hinzugefügt. Das Album erreichte auf Amazon Japan die Nummer 1 in den Vorbestellungen. Am 15. Februar wurden zwei weitere Songtitel bekannt gegeben: Celebrate (vorher bekannt als Desperation) und Niji-Iro Basu (jap. 虹色バス). Die komplette Titelliste wurde am 19. Februar auf Utadas offizieller Webseite veröffentlicht, einen Tag vor dem Erscheinen ihrer zwanzigsten Single Heart Station / Stay Gold, nach deren Titel auch das Album letztendlich benannt wurde.
Nach den Berichten am 1. März von Shop EMI und Capitol Music soll Utadas japanisches Album auch in Kanada am 8. April regulär veröffentlicht werden. Wie ihre vorherigen Veröffentlichungen der Alben Ultra Blue und Utada Hikaru Single Collection Vol.1, wird auch Heart Station in Kanada zu einem reduzierten Preis gegenüber der japanischen Originalversion erhältlich sein. Emi Music setzte den Erscheinungstermin für Taiwan und Hong Kong auf den 28. März und für Südkorea auf den 29. März.

## Titelliste
1. "Fight The Blues" – 4:10
2. "Heart Station" – 4:36
3. "Beautiful World" – 5:17
4. "Flavor of Life -Ballad Version-" – 5:25
5. "Stay Gold" – 5:14
6. "Kiss & Cry" – 5:06
7. "Gentle Beast Interlude" – 1:13
8. "Celebrate" – 4:26
9. "Prisoner Of Love" – 4:46
10. "テイク 5" (Teiku 5) – 3:42
11. "ぼくはくま" (Boku wa Kuma) – 2:23
12. "虹色バス" (Niji-iro Basu) – 5:50
13. "Flavor of Life" (Bonus Titel) – 4:46

## Singles
| Veröffentlichung  | Titel                        | Singleart       |
| ----------------- | ---------------------------- | --------------- |
| 22. November 2006 | Boku wa Kuma                 | 17. Single      |
| 28. Februar 2007  | Flavor Of Life               | 18. Single      |
| 29. August 2007   | Beautiful World / Kiss & Cry | 19. Single      |
| 20. Februar 2008  | Heart Station / Stay Gold    | 20. Single      |
| 27. März 2008     | Fight The Blues              | Download Single |
| 21. Mai 2008      | Prisoner of Love             | 21. Single      |

## Album Promotion
Erstmals wurde auf der Seite E-hon.com am 21. Januar 2008 von Utadas fünftem japanischen Album berichtet. Es wurde angekündigt, dass alle Singles ab Boku wa Kuma (jap. ぼくはくま) darauf vertreten sind und zusätzlich an neuen Songs gearbeitet wird und dass für die Veröffentlichung mehrere TV Werbespots und Werbeplakate in vielen japanischen Großstädten zu sehen sein werden. Am 24. Januar wurde der Titel auf E-hon.com von Unbekannt auf Heart Station geändert. Das Label EMI bestätigte zwei Tage später diese Spekulation und damit wird es das erste Album sein, dessen Titel von einer vorher erschienenen Single abstammt.
2 Wochen später, am 7. Februar 2008, gab Utada in ihrem Blog bekannt, dass sie für die bekannte japanische Musikzeitschrift ROCKIN' ON JAPAN bereits ein Photoshooting und ein Interview zum neuen Album vollendet habe und diese in der Ausgabe zum 20. April erscheinen werden. Ihre letzte Zusammenarbeit mit dem Magazin lag schon sechs Jahre zurück. Am 19. Februar 2008 kündigte Space Shower TV eine 60-minütige Sendung unter dem Titel -V.I.P Utada- an, die am 8. März ausgestrahlt wird, und neue Interviewausschnitte zur bevorstehende Veröffentlichung des Albums beinhalte. Am selben Tag wurde angekündigt, dass beim Sender Fuji T.V. in der Show Domoto Kyoudai, die von dem erfolgreichen Popduo Kinki Kids geleitet wird, weiter über das Album berichtet werde. Utadas japanische Webseite wurde am 21. Februar 2008 mit allen Fernsehterminen in den kommenden Wochen aktualisiert. Der Opening Titel des Albums, Fight the Blues, wurde im Radio zu Werbezwecken vor der Veröffentlichung gesendet und war auf der Plattform USEN zum Download ab dem 3. März erhältlich. Am 1. März 2008 erschien eine Liste mit 30 Magazinen, in denen Werbung für das Album erscheint und vier Magazinen, in denen jeweils Interviews mit exklusiven Fotos enthalten sind, wie beispielsweise in der ROCKIN' ON JAPAN, die zusätzlich 20 Seiten Infos zum Album enthielt. Am 2. März veröffentlichte EMI Japan ein 45-sekündiges Werbevideo für den Song Fight the Blues.
In einem neuen Artikel, der auch am 2. März erschien, wurde bekannt gegeben, dass EMI die digitale Version und die normale physische Version des Albums unterschiedlich mixen ließ, um somit beiden Formaten in der Qualität und den Besonderheiten gerecht zu werden. Beide Formate wurden in den New Yorker Sterling Sound Studios von Ted Jensen und Tom Cohen gemixt. Es wurde auch angekündigt, dass passend zur digitalen Veröffentlichung am 26. März 2008 Ausschnitte für iTunes und andere Plattformen zu jedem Song verfügbar sein werden. Es wurde bekannt gegeben, dass Utada am 31. März beim HEY!HEY!HEY! Music Champ’s Spring Live Special und am 4. April beim Music Station Special vom Sender TV Asahi auftreten werde. In ihrer langen Karriere waren dies die ersten außerplanmäßigen Special Live Sendungen großer Musikshows, an denen sie mitwirkte. Neben diesen zwei Auftritten erschien sie in noch acht weiteren Fernsehshows, 34 Magazinen und einigen Onlineblogs und Webseiten und somit wurde die Werbekampagne für Heart Station die größte in Utadas ganzer Musikkarriere. Bei der CX Domoto Kyoudai Special Show, die am 4. März 2008 ausgestrahlt wurde, sang sie den Song Flavor of Life. In einem Artikel vom 4. März des Gyao Magazine wurden die neuen Songs Celebrate und Prisoner of Love einerseits als heiße Tanzmelodie und andererseits als traurige Ballade beschrieben und das Album als herzwärmstes Album- mit der Anspielung zum Titel Heart Station – von Utada Hikaru bezeichnet. Beim Music Station Special von TV Asahi trat Utada mit dem neuen Song Prisoner of Love auf und bei ihrem ersten Auftritt in der Show NTV Music Lovers, die am 22. März ausgestrahlt wurde, sang sie die Songs Fight The Blues, Flavor Of Life -Ballad Version-, Celebrate und Boku wa Kuma (jap. ぼくはくま) aus ihrem Album. Aufgenommen wurde der Ausschnitt in Utadas Aufnahmestudio in Shibuya.
Utada erschien am 8. März in der Chart Cobain Show von SSTV und erzählte mehr von ihrem Album Heart Station. Sie erwähnte die besondere Weichheit der Musik auf dem Album und beschreibt, dass ihre weibliche Identität sich in diesem Album widerspiegelte. Sie erklärte auch, dass es wichtig sei zu verstehen, welche Rolle sie als Interpret übernimmt. Sie erwähnte besonders den Song Flavor of Life -Ballad Version-, der wie ein Teeniedorama aufgebaut ist und dessen Einfachheit ihre geringe Rolle als ein Künstler, aber hohe Rolle als ein Musiker darstellt. Bei einem weiteren Artikel des Gyao Magazines vom 9. März wird der Song Teiku 5 (jap. テイク 5) als ungewöhnlichster des Albums beschrieben, während der Song Niji-iro Bus (jap. 虹色バス) als letzter normaler Titel eine süße und glänzende Melodie besitze. Am 10. März erschien auf Utadas offizieller Website eine Liste mit weiteren Websites, die Artikel zum Album beinhalteten und weiteren Werbeauftritten und Radiointerviews.
Nach einem Artikel von Yahoo! Japan, arbeitet das sehr bekannte japanische soziale Netzwerk mit dem Namen Mixi, das vergleichbar mit Facebook ist, zusammen mit Utada Hikaru und EMI Music Japan an ihrem zehnten Jubiläum ihrer Musikkarriere und unterstützt damit auch die Werbekampagne für ihr Album. Durch diese Zusammenarbeit wurde vom 10. März bis zum 17. März auf allen Mixi Handys das normale Logo durch Utada Hikaru 10th Anniversary ersetzt. Zusätzlich wurden Links zu kostenlosen Klingeltönen aus ihrem ersten Album First Love verschickt. Innerhalb von vier Tagen wurden mehr als 700.000 Downloads registriert. Außerdem konnten Kunden von ihrer ersten großen Liebe berichten, worauf es kleine Werbegeschenke von Mixi und Utada zu gewinnen gab.

## Verkaufsinformationen
Oricon Style gab die Verkaufszahlen der ersten Woche für Utadas fünftes japanisches Album Heart Station am 24. März 2008 auf annähernd 480.081 Einheiten in Japan an, womit es 2008 die höchsten Verkaufszahlen eines Albums in der ersten Woche in Japan besitzt. Damit brachte Utada derzeit fünf Studioalben und ein Best-Of-Album hintereinander auf Position 1 der Charts. Außer ihr erreichten das nur The Checkers, Hikaru Genji, Kinki Kids und Ayumi Hamasaki.
In der ersten Verkaufswoche erreichte es mühelos die Nummer 1 der Charts, da sich vom 18. März 2008 bis zum 24. März nur Shibasaki Kous Album Single Best mehr als 100.000 Mal verkaufte und Utada diesen Wert mehr als vier Mal übertraf. In den ersten zwei Tagen erreichte das Album einen Verkaufsindex von mehr als 224.000 Einheiten und dieser stieg in den nächsten zwei Tagen bis zum 22. März auf 357.554 an. In der zweiten Woche fiel es am ersten Tag auf die Position 2 der Charts und verlor die Spitzenposition an das neue Best-Of-Album von EXILE mit dem Titel Catchy Best. Utadas Album Heart Station verkaufte sich in der zweiten Wochen 135.857-mal und hielt sich in den wöchentlichen Charts auf Platz 2. Es setzte sich damit gegen Aoyama Thelmas mit ihrem Debütalbum Diary und gegen zwei Remix Alben der erfolgreichen J-Pop Sängerin Ayumi Hamasaki durch. Am 27. März 2008 erreichte es als viertes Album von Utada Platz 1 der United World Charts und machte sie somit zur asiatischen Sängerin mit den meisten Nummer-1-Alben in diesen Charts. Gleichzeitig wurde es damit 2008 zum meistverkauften Album einer weiblichen Sängerin vor Kingdom von Koda Kumi und Guilty von Ayumi Hamasaki.
Am 25. März erreichte Heart Station Platz 1 der iTunes Top Album Charts. Ab dem 31. März belegte Utada auf Billboard Japan die Nummer 1 der Hot 100 Charts, die Downloads und Airplays kombinieren und der Hot 100 Airplay Charts, die nur Airplays verzeichnen. Bei den iTunes Download Charts für Songs, gelangten in dieser Woche sechzehn Songs von Utada innerhalb der Top 100, wobei Prisoner of Love Platz 1 belegte gefolgt von Fight the Blues auf Platz 7. Auch in den iTunes Alben Charts gelangten neben Heart Station auf Platz 1 noch drei weitere ihrer Alben zurück in die Top 100. In den Taiwan G-Music Combo Charts wurde das Album Nummer 1. Von allen japanischen Albenimporten entfielen in dieser Woche 19,17 % auf Heart Station. In der Woche vom 30. März stieg das Album in den Hong Kong Charts auf Platz 4 ein und erreichte in der zweiten Woche vom 6. April Platz 2. Am 4. April 2008 erlangte es Position 8 in den koreanischen Hanteo Weekly Pop Album Charts. Das Album war ab dem 10. April auf iTunes USA erhältlich und belegte dort Position 56 in den Albencharts. Am 13. Mai verkündete Barks.jp, dass Heart Station über 15 Millionen Mal legal heruntergeladen wurde.

## Chartpositionen

### Japanischer Chartverlauf
| Oricon-Charts Japan         | Spitzenposition | Verkaufszahlen |
| --------------------------- | --------------- | -------------- |
| Oricon Daily Albums Chart   | #1              | 115.087        |
| Oricon Weekly Albums Chart  | #1              | 480.081        |
| Oricon Monthly Albums Chart | #1              | 480.081        |
| Oricon Yearly Albums Chart  | #5              | 1.011.373      |
| Oricon-Charts Japan         | Verkaufszahlen  | Gesamt         |
| 1. Woche                    | 480.081         | 480.081        |
| 2. Woche                    | 135.857         | 615.938        |
| 3. Woche                    | 59.935          | 675.873        |
| 4. Woche                    | 41.792          | 717.665        |
| 5. Woche                    | 40.539          | 758.204        |
| 6. Woche                    | 30.226          | 788.430        |
| 7. Woche                    | 29.905          | 818.335        |
| 8. Woche                    | 23.581          | 841.916        |
| 9. Woche                    | 25.138          | 867.054        |
| 10. Woche                   | 24.069          | 891.123        |
| 11. Woche                   | 19.767          | 910.890        |
| 12. Woche                   | 14.327          | 925.217        |
| 13. Woche                   | 11.559          | 936.776        |
| 14. Woche                   | 10.428          | 947.204        |
| 15. Woche                   | 9.429           | 956.633        |
| 16. Woche                   | 6.861           | 963.494        |
| 17. Woche                   | 4.337           | 967.831        |
| 18. Woche                   | 3.476           | 971.307        |
| 19. Woche                   | 3.010           | 974.317        |
| 20. Woche                   | 2.473           | 976.790        |
| 21. Woche                   | 2.090           | 978.880        |
| 22. Woche                   | 2.254           | 981.134        |
| 23. Woche                   | 1.740           | 982.874        |
| 24. Woche                   | 1.419           | 984.293        |
| 25. Woche                   | 1.099           | 985.392        |
| 26. Woche                   | 1.014           | 986.406        |
| 27. Woche                   | 1.055           | 987.461        |
| 28. Woche                   | 1.115           | 988.576        |
| 29. Woche                   | 947             | 989,523        |
| 30. Woche                   | 917             | 990,440        |
| 31. Woche                   | 889             | 991.329        |
| 32. Woche                   | 902             | 992.231        |
| 33. Woche                   | 731             | 992.962        |
| 34. Woche                   | 904             | 993.866        |

## Weltweiter Chartverlauf
| Chart                                       | Spitzenposition |
| ------------------------------------------- | --------------- |
| United World Chart (Albums)                 | #1              |
| Oricon Daily Albums Chart                   | #1              |
| Oricon Weekly Albums Chart                  | #1              |
| Oricon Monthly Albums Chart                 | #1              |
| Oricon Yearly Albums Chart 2008             | TBA             |
| iTunes Japan Top 100 Albums                 | #1              |
| Billboard Japan Top Albums                  | #1              |
| G-Music Combo Chart (Taiwan)                | #2              |
| G-Music J-POP Chart (Taiwan)                | #1              |
| Taiwanese International Albums Chart        | TBA             |
| HMV Asian Chart (Singapur)                  | TBA             |
| HMV Hong Kong Album Chart (Japan)           | #1              |
| HMV Hong Kong Top 40 Album Chart (Asien)    | #1              |
| HMV Hong Kong Top 40 Album Chart (Weltweit) | #7              |
| Soundscan Albums Chart                      | #1              |
| Weekly Hanteo Pop Albums Chart (Korea)      | #5              |
| Daily Hanteo Pop Albums Chart (Korea)       | #4              |
| iTunes US Top 100 Pop Albums                | #56             |